# Культурный центр Ататюрка

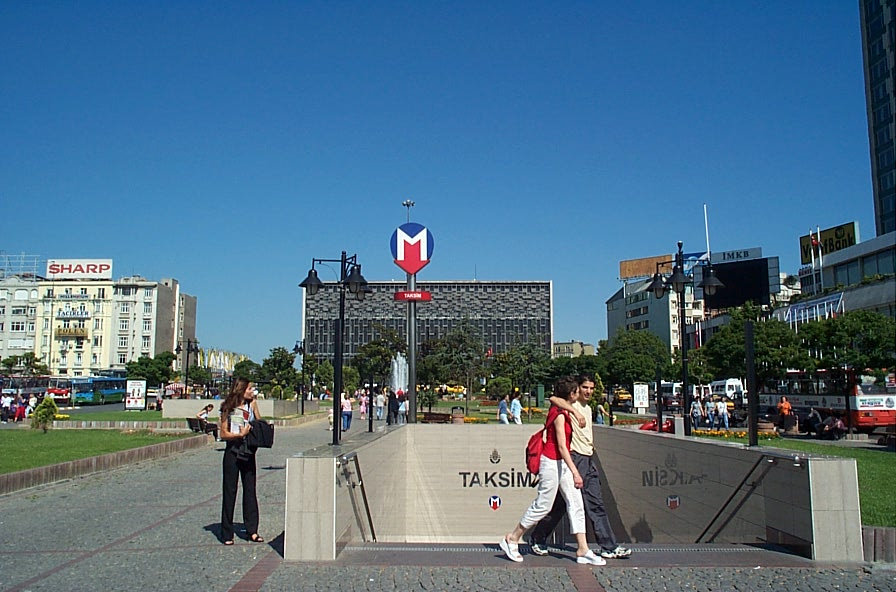
Культурный центр Ататюрка на площади Таксим, со входом на станцию Таксим Стамбульского метрополитена.

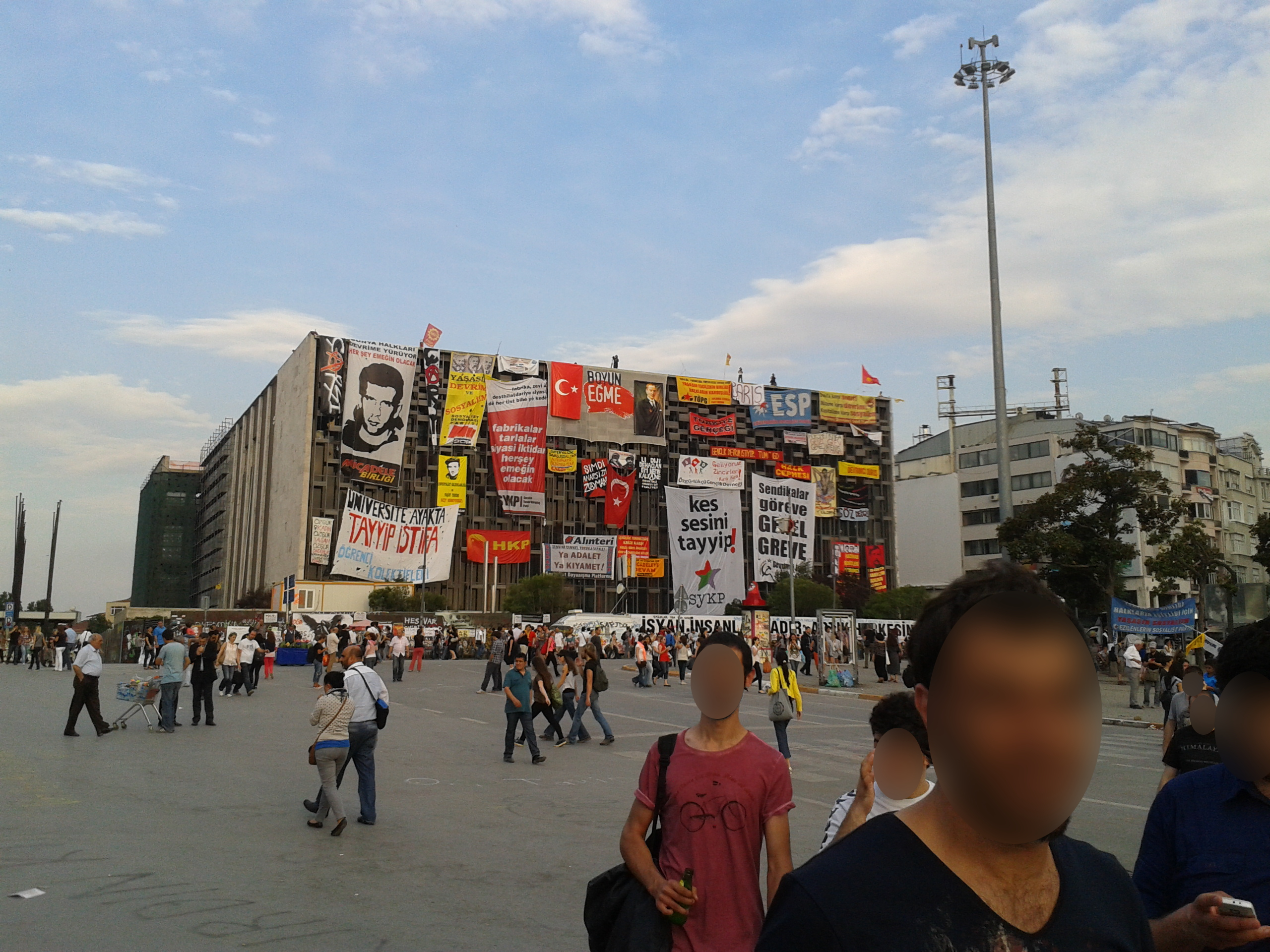
Плакаты, транспаранты и флаги на здании Культурного центра Ататюрка, во время протестов 2013 года.

Культурный центр Ататюрка (тур. Atatürk Kültür Merkezi; AKM) в Стамбуле занимал видное место на площади Таксим. Кроме того, что он служил многофункциональным культурным центром и оперным театром, он являлся и одним из символов Стамбула. Его здание представляло собой один из самых ярких образцов турецкой архитектуры 1960-х годов

## История
Два турецких архитектора, Феридун Кип и Рюкнеттин Гюней, предложили проект центра 29 мая 1946 года, работы по фундаменту здания начались и продолжались, пока финансирование проекта не было прекращено в 1953 году. В 1956 году строительство возобновилось с Хаяти Табанлыоглу в качестве архитектора. Здание, первоначально называвшееся Стамбульским дворцом культуры, было закончено через 13 лет и было открыто 12 апреля 1969 года, через 23 года после выдвижения проекта 1946 года. Однако спустя 19 месяцев, 27 ноября 1970 года, во время пьесы Артура Миллера «Суровое испытание» (в турецкой версии «Ведьмин котёл») вспыхнул пожар. В нём никто не погиб, но вместе со зданием сгорела и часть предметов, привезённых из дворца Топкапы (кафтан, принадлежащий султану Мураду IV, картина с его изображением, ценный Коран) для роли Мурада IV. Причину пожара установить не удалось.
В июне 2008 года был закрыт на реконструкцию. Спустя десять лет был полностью снесён ввиду невозможности восстановления. В 2019 году на этом месте начато сооружение нового здания (открыто 29 октября 2021 года).